# Liste der Naturdenkmale in Philippsthal (Werra)
Die Liste der Naturdenkmale in Philippsthal nennt die im Gebiet der Gemeinde Philippsthal (Werra) im Landkreis Hersfeld-Rotenburg in Hessen gelegenen Naturdenkmale.

## Naturdenkmale
| Bild | Bezeichnung     | Ortsteil, Lage                            | Beschreibung                                               | Art    | Nr.     |
| ---- | --------------- | ----------------------------------------- | ---------------------------------------------------------- | ------ | ------- |
| BW   | Eiche (Quercus) | Philippsthal 50° 51′ 1″ N, 9° 57′ 57,8″ O | Eine Eiche (Hegemeister-Wiegand-Eiche)                     | Eiche  | 3632751 |
| BW   | Storchenbrunnen | Philippsthal 50° 50′ 55″ N, 10° 0′ 44″ O  | Storchenbrunnen, eine Felsenhöhle im Wald mit einer Quelle | Quelle | 3632753 |